# Hang Cool Teddy Bear
Hang Cool Teddy Bear je jedenácté studiové album amerického rockového zpěváka Meat Loafa vydané v roce 2010
Nahrávka Hang Cool Teddy Bear vypráví příběh vojáka, který po bitvě leží na zemi a čeká na smrt. Místo aby se mu promítal v hlavě jeho dosavadní život, začne se mu zobrazovat budoucnost. Pod dohledem producenta Rob Cavallo (Green Day), a s hostujícími muzikanty, kterými jsou Brian May (Queen), Steve Vai, Hugh Laurie, Jack Black, Pearl Aday či Jon Bon Jovi, nahrál Meat Loaf desku, která mu podle jeho slov zachránila umělecký život.
Meat Loaf se též o této desce vyjádřil jako o nejzásadnější desce jeho kariéry.
Název 'Hang Cool Teddy Bear' si Meat Loaf vypůjčil z filmu Valley of the Dolls. Vybral ho z reklamních důvodů. Zvýšil tímto názvem zájem o nahrávku, protože se chce každý dopídit pravdy. Ovšem proč je tato deska takto pojmenována nechce Meat Loaf prozradit a prý ani neprozradí. "Každý nad tím může přemýšlet do konce svých dní... Docílil jsem svého" Řekl se smíchem Meat Loaf

## Příběh
Nápad konceptu alba je už z roku 2004. Příběh pojednává o vojákovi, který po bitvě leží na zemi, obličejem k zemi. Nemůže se hýbat, a když otočí hlavou, vidí okolo sebe krev. A tak si myslí, že zemře. Říká se, že když člověk umírá, promítne se mu před očima celý život. Jemu však začne před očima defilovat budoucnost, vše, co by se mohlo stát. Vidí, jaký by jeho život mohl být. Jednotlivé skladby/kapitoly pak prezentují tři různé scénáře, v jakých se ocitá.

### Kapitola první - Zraněn Šrapnelem
Voják Patrik ležící v poušti si s procitáním uvědomuje bolest způsobenou Šrapnelem. Poté však zjišťuje, že je na tom mnohem lépe, než jeho kamarád Tommy, který byl již mrtev. Pak si všiml, že leží v kaluži své krve, která prosakuje skrz jeho maskáče. Při pootočení hlavou si všiml v dálce projíždějícího konvoje. Doufal, že si brzy jeho četa všimne že on a Tommy chybí. Ovšem slunce zapadalo rychle a Patrik musel jednat. To ale nemohl a tak se začal rozčilovat a hystericky řvát na mrtvého Tommyho aby vstal. Po chvíli mu brada upadla ke hrudi a zavřel oči.

### Kapitola druhá - Byla krásná
• Patrikovi se promítá v hlavě představa překrásné ženy. Jemně se jí dotýkal a uvědomil si, že je do ní zamilován.
• Když Patrik otevřel oči, byl stále v poušti a krvácel. Kladl si otázky "Kdo byla sakra ta žena?" nemohl uvěřit tomu, že by to mohl být jen sen a opět se zhroutil tváří do hlíny. • Poté jel Patrik na motorce po asfaltové silnici. Najednou věděl, že zná jméno té ženy ze snu. A nejen jméno ale téměř vše o ní věděl. Na motorce směřoval do Kalifornie. Ta překrásná žena jménem Jenny jela s ním.
• Pak Patrik ucítil obrovskou bolest v břiše a jeho vize se rychle rozplynuly. Všechno najednou zčernalo.

### Kapitola třetí - Patrik se ocitl v lese
• Patrik se ocitl v lese a Jenny stála před ním. Roztáhla ramena a skočila do vody. Patrik skočil za ní a po vykoupání si vedle sebe lehli na břeh do písku. Patrik si uvědomil jak miluje léto a přál si, aby tam mohl ležet s Jenny navždy.
• Patrik se objevil v Hollywoodu v Boulevardu. Všude byl hluk, chaos a nepořádek. Procházel se s Jenny po ulicích, ale byl šťastný.
• Začalo pršet, ale to bylo Patrikovi jedno. Sledoval Jenny, jak se prochází po krásné zahradě. Sedli si spolu na lavici a Jenny zašeptala "uvidíme se brzy?" Patrik přikývl že ano.
• Slabý zvuk přenesl Patrika zpátky na poušť. Zdálo se mu, že se v něm vře jak mu bylo horko. Slunce zapadalo a on umíral. Rozepnul si pásek, přitiskl ho ke svým žebrům a převalil se na bok aby potlačil krvácení. Postupně se dostal na nohy, a ze všech svých sil se dobelhal krok za krokem na hřeben. Když si dole v údolí všiml jedoucího Humvee začal křičet a mávat z plných sil. Stiskl spoušť na své M-16 a střílel. Po chvíli spadl na zem a omdlel.

### Kapitola čtvrtá - Stroje vrčely a pípaly
• V synkopovém rytmu se projevovaly přístroje monitorující jeho život. Patrik byl naživu ale vyčerpán. Netušil jak dlouho spal. Avšak netrvalo dlouho a on se zorientoval, že leží zraněn v nemocničním pokoji.
• Chvíli se pohyboval mezi vizí a realitou a chtěl se probrat a plakat. Byl schoulený do klubíčka a byl připraven zemřít. Tma ho pohltila a jeho vize byla opět ostrá.
• Prohlížel si nemocniční pokoj a všiml si tam Jenny. Ptala se ho, co dnes budou spolu dělat. Patrikovi přišel její hlas trochu jiný i přes to, že to byla ona překrásná žena. Když si všiml její jmenovky na které bylo napsáno J. Turner, zeptal se jí jestli se jmenuje Jenny. Ona mu řekla s úsměvem že ne. Jmenuje se Julia. Patrik byl zmatený. Snažil se jí zeptat alespoň na jednu z milionu otázek, které mu skočily do mysli, ale neměl sílu. Julie opatrně chytla jeho ruce do svých dlaní a řekla "Psst... nesnaž se teď mluvit. Můžeme si popovídat později. Máš celý život před sebou" Patrik zavřel oči a jak usnul, tak poznal, že se poprvé v životě těšil na zítřek.

### Závěr
Samotný konec spočívá v tom, že ani sám on se do vyhasnutí svého života nikdy nedoví, jaká bude budoucnost. Pointa je v tom, že jeho život byl díky vizím o budoucnosti o něco delší. Avšak, byly to jen vize, jak by budoucnost mohla vypadat. Nic konkrétního. A navíc byly hodně divné a zvláštní. Patrik díky tomu umírá v určité nejistotě a zmatení mysli.

## Seznam skladeb
| Pořadí | Název                                              | Autor                                                | Délka |
| ------ | -------------------------------------------------- | ---------------------------------------------------- | ----- |
| 1.     | Peace on Earth                                     | Rick Brantley                                        | 6:38  |
| 2.     | Living on the Outside                              | Brantley                                             | 5:03  |
| 3.     | Los Angeloser                                      | James Michael                                        | 4:09  |
| 4.     | If I Can't Have You                                | Kara DioGuardi/Paul Freeman/Raine Maida              | 5:00  |
| 5.     | Love Is Not Real/Next Time You Stab Me in the Back | Rob Cavallo/Justin Hawkins/Meat Loaf/Eric Sean Nally | 7:33  |
| 6.     | Like a Rose                                        | Kevin Kadish/Jake Scherer                            | 3:16  |
| 7.     | Song of Madness                                    | Brantley/Meat Loaf/Jamie Muhoberac                   | 5:31  |
| 8.     | Did You Ever Love Somebody                         | Marsha Malamet/Liz Vidal                             | 4:01  |
| 9.     | California Isn't Big Enough (Hey There Girl)       | Hawkins/Nally                                        | 4:43  |
| 10.    | Running Away from Me                               | Jon Foreman                                          | 3:54  |
| 11.    | Let's Be in Love                                   | Gregory Becker/John Paul White/Mathius Wollo         | 5:11  |
| 12.    | If It Rains                                        | Jaren Johnston/Neil Mason                            | 3:56  |
| 13.    | Elvis in Vegas                                     | Desmond Child/Billy Falcon/Jon Bon Jovi              | 6:01  |